# Шохин, Владимир Николаевич
Владимир Николаевич Шохин (3 октября 1929, Ваново, Центрально-Чернозёмная область — 2001) — советский и российский учёный-горняк, специалист в области технологии обогащения руд. Доктор технических наук, профессор Московского горного института. Лауреат Премии Совета Министров СССР (1983), Заслуженный деятель науки и техники РСФСР.

## Биография
Родился 3 октября 1929 года в селе Вановье Алгасовского района Тамбовской области.
В 1952 году окончил Московский горный институт (сейчас — Горный институт НИТУ «МИСиС») по специальности «обогащение полезных ископаемых», в 1956 году — аспирантуру под руководством И. М. Верховского и защитил кандидатскую диссертацию.
В 1972 году защитил докторскую диссертацию по теории и практике тяжёлосредного обогащения.
В 1956—1974 годах — заведующий кафедрой «Обогащение полезных ископаемых» Магнитогорского горно-рудного института;
В 1974—1978 годах — заведующий кафедрой обогащения Криворожского горнорудного института;
В 1986—1994 годах — заведующий кафедрой «Обогащение руд цветных и редких металлов» МИСиС.
С 1994 года — заведующий сектором в ИОТТ, одновременно являясь профессором кафедры «Обогащение полезных ископаемых» МГТУ.
Скончался в 2001 году.

## Научная деятельность
Внёс существенный вклад в развитие горно-обогатительных предприятий, прогнозирование научно-технического прогресса, в подготовку инженерных кадров для отраслей народного хозяйства, а также подготовку и аттестацию научных и научно-педагогических кадров высшей квалификации — кандидатов и докторов технических наук.
Научные разработки в области технологии обогащения руд в минеральных суспензиях использованы при проектировании и совершенствовании технологии обогащения горно-химического сырья и руд чёрных металлов (фосфоритов, железных и хромовых руд). Участвовал в разработке технологии и технологического регламента суспензионного обогащения фосфатов бассейна Каратау. По данным исследований построена и работает обогатительная фабрика для обогащения руд месторождения Джанатас.
Использование его работ в области гидродинамических и кинетических закономерностей расслоения минеральных зёрен в суспензиях позволило в короткий срок освоить технологию суспензионного обогащения хромовых руд на Донском горно-обогатительном комбинате.
Автор 270 научных работ, в том числе 10 монографий и учебников.

### Избранные труды
- Шохин, Владимир Николаевич. Исследование явлений движения минеральных зёрен в суспензиях, применяемых для обогащения угля: Автореферат дис. работы, представл. на соискание учен. степени кандидата техн. наук / М-во высш. образования СССР. Моск. горный ин-т им. И. В. Сталина. Кафедра обогащения полезных ископаемых. — М.: [б. и.], 1956.
- Совершенствование технологии обогащения полезных ископаемых на фабриках Южного Урала: [Сборник статей] / [Ред. коллегия: В. Н. Шохин (отв. ред.) и др.]. — Магнитогорск: [б. и.], 1968.
- Шохин, Владимир Николаевич. Обогащение железных руд в виброжелобах в тяжёлых суспензиях / В. Н. Шохин. — М.: Черметинформация, 1970.
- Шохин, Владимир Николаевич. Вопросы теории и технологии процесса обогащения полезных ископаемых в минеральных суспензиях [Текст]: Автореферат дис. на соискание ученой степени доктора технических наук. (317) / Моск. ин-т стали и сплавов. — М.: [б. и.], 1971.
- Шохин, Владимир Николаевич. Новое в теории и технологии обогащения руд в суспензиях / В. Н. Шохин. — М.: Недра, 1977.
- Шохин, Владимир Николаевич. Гравитационные методы обогащения: [Учебник для вузов по спец. «Обогащение полез. ископаемых»] / В. Н. Шохин, А. Г. Лопатин. — М.: Недра, 1980.
- Специальные методы обогащения руд горнохимического сырья / Под ред. В. Н. Шохина, С. Ф. Шинкоренко. — М.: ГИГХС, 1985.
- Газодинамические процессы в технологии переработки горнохимического сырья и охрана воздушного бассейна / Под ред. В. Н. Шохина, В. И. Гальперина. — М.: ГИГХС, 1985 (1986).
- Флотационно-химическое обогащение фосфатных руд / [В. Н. Шохин, Н. К. Шувалова, Н. Н. Треущенко, Н. И. Родина]. — М.: Недра, 1991.
- Шохин, Владимир Николаевич. Гравитационные методы обогащения: [Учеб. по спец. «Обогащение полез. ископаемых»] / В. Н. Шохин, А. Г. Лопатин. — 2-е изд., перераб. и доп. — М.: Недра, 1993.

## Награды
- Премия Совета Министров СССР (1983) — за обоснование оптимальных направлений развития прогрессивной техники и технологии обогащения полезных ископаемых и за их внедрение с экономическим эффектом более 8 млн рублей в горно-перерабатывающих отраслях промышленности;
- Заслуженный деятель науки и техники РСФСР (1991);
- Отличник высшей школы СССР.